# Guimarey (Friol)
Guimarey (llamada oficialmente Santa María de Guimarei) es una parroquia española del municipio de Friol, en la provincia de Lugo, Galicia.

## Organización territorial
La parroquia está formada por cinco entidades de población, constando cuatro de ellas en el nomenclátor del Instituto Nacional de Estadística español:
- Abrigueiro (O Abrigueiro)
- Eirexe (A Eirexe)
- Campo da Feira (O Campo da Feira)
- Guimarei de Arriba
- Meigonte

## Demografía
| Gráfica de evolución demográfica de Guimarey entre 2000 y 2019 |
|                                                                |
| Datos según el nomenclátor publicado por el INE.               |